# 木橘属
木橘属（学名：Aegle）是芸香科下的一个属，为落叶、有刺乔木植物。该属共有3种，分布于亚洲热带地区。

## 下级物种
本属包括以下物种：
- 木橘 Aegle marmelos (L.) Corrêa